# Frisky Lions and Wicked Husbands
Frisky Lions and Wicked Husbands è un cortometraggio muto del 1919 diretto da Vin Moore.

## Produzione
Il film fu prodotto dalla Century Film.

## Distribuzione
Distribuito dall'Universal Film Manufacturing Company, il film - un cortometraggio in due bobine - uscì nelle sale cinematografiche USA il 28 maggio 1919.